# Coupe d'Islande de football 1965
La coupe d'Islande 1965 de football est la 6e édition de la Coupe nationale de football.
Elle s'est disputée du 31 juillet 1965 au 31 octobre 1964, avec la finale jouée au Melavöllur à Reykjavik.
La Coupe revêt une haute importance puisque le vainqueur est qualifié pour la Coupe des Coupes (Si un club gagne à la fois le championnat et la Coupe, c'est le finaliste de la Coupe qui prend sa place en Coupe des Coupes).
Les équipes de 1. Deild (1re division) ne rentrent qu'en quarts de finale de l'épreuve. Lors des tours précédents, les équipes de 2. Deild (2e division), ainsi que les équipes réserves s'affrontent en matchs simples. En cas de match nul, le match est rejoué.
Tenant du titre depuis 5 ans (et la création de l'épreuve), le KR Reykjavik est éliminé dès son entrée en lice, en quarts de finale. C'est le Valur Reykjavik qui gagne la Coupe en battant en finale l'IA Akranes 5 buts à 3.

## Premier tour
| Équipe 1            | Résultat | Équipe 2               |
| ------------------- | -------- | ---------------------- |
| þor Vestmannaeyjar  | 3 - 2    | ÍBK Keflavík B         |
| FH Hafnarfjörður    | 3 - 2    | Haukar Hafnarfjörður   |
| IA Akranes B        | 0 - 4    | Fram Reykjavik B       |
| KR Reykjavik B      | -        | ÍBK Keflavík C forfait |
| þrottur Reykjavik B | 0 - 8    | Týr Vestmannaeyjar     |
| þrottur Reykjavik   | 4 - 1    | Vikingur Reykjavik     |

## Deuxième tour
- Entrée en lice des clubs de Breiðablik Kopavogur et Valur Reykjavik B.

| Équipe 1           | Résultat | Équipe 2             |
| ------------------ | -------- | -------------------- |
| Valur Reykjavik B  | 3 - 1    | Breiðablik Kopavogur |
| Týr Vestmannaeyjar | 1 - 3    | þrottur Reykjavik    |
| KR Reykjavik B     | 2 - 1    | þor Vestmannaeyjar   |
| Fram Reykjavik B   | 1 - 2    | FH Hafnarfjörður B   |

## Troisième tour
| Équipe 1          | Résultat | Équipe 2          |
| ----------------- | -------- | ----------------- |
| KR Reykjavik B    | 6 - 1    | þrottur Reykjavik |
| Valur Reykjavik B | 3 - 4    | FH Hafnarfjörður  |

## Quarts de finale
- Entrée en lice des 6 clubs de 1. Deild

| Équipe 1            | Résultat | Équipe 2             |
| ------------------- | -------- | -------------------- |
| ÍBA Akureyri (D1)   | 2 - 0    | KR Reykjavik (D1)    |
| IA Akranes (D1)     | 3 - 0    | FH Hafnarfjörður     |
| ÍBK Keflavík (D1)   | 2 - 1    | KR Reykjavik B       |
| Fram Reykjavik (D1) | 0 - 1    | Valur Reykjavik (D1) |

## Demi-finales
| Équipe 1        | Résultat | Équipe 2     |
| --------------- | -------- | ------------ |
| Valur Reykjavik | 3 - 2    | ÍBA Akureyri |
| IA Akranes      | 1 - 1    | ÍBK Keflavík |
| IA Akranes      | 2 - 0    | ÍBK Keflavík |

## Finale
| 31 octobre 1965 | Valur Reykjavik                                                                     | 5 - 3 | IA Akranes                                              | Melavöllur, Reykjavik |  |
|                 | Bergsveinn Alfonsson , · Bergsteinn Magnusson · Ingvar Elisson · Hermann Gunnarsson |       | Gudjon Gudmundsson · Skuli Hakonarsson · Björn Larusson |                       |  |
|                 | (Rapport)                                                                           |       |                                                         |                       |  |

- Le Valur Reykjavik remporte sa première Coupe d'Islande et se qualifie pour la Coupe des Coupes 1966-1967.